# Gambia Basketball Federation
Die Gambia Basketball Federation (GBF) (deutsch: Gambischer Basketballverband) ist der Dachverband der Basketballvereine in dem westafrikanischen Staat Gambia.
Die Gambia Basketball Federation ist der Fédération Internationale de Basketball (FIBA) im Jahr 1972 beigetreten und der Zone FIBA Afrika zugeordnet. Sie organisiert die gambische Basketballliga und die gambische Basketballnationalmannschaft.
Präsident des Verbandes ist Mam Essa Gaye, Generalsekretär ist Mohamadou M. Njie (Stand 2007).